# Septorioza plew pszenicy

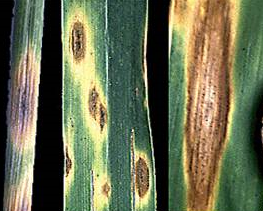
Objawy na liściach pszenicy

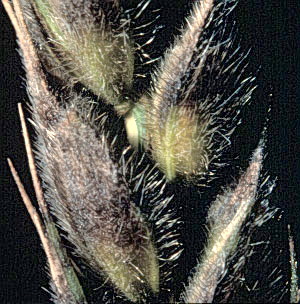
Objawy na plewach

Septorioza plew pszenicy – grzybowa choroba roślin wywołana przez Phaeosphaeria nodorum. Zaliczana jest do grupy chorób zwanych septoriozami.

## Występowanie i szkodliwość
Choroba jest rozprzestrzeniona na całym świecie we wszystkich rejonach uprawy pszenicy. W Polsce występuje głównie na pszenicy i pszenżycie, ale czasami również na jęczmieniu. Poraża także niektóre gatunki traw. Jej skutkiem jest zmniejszenie plonu oraz pogorszenie jakości ziarna. W uprawach pszenicy i pszenżyta może powodować straty plonu wynoszące 50-60%.
Septorioza plew pszenicy wraz z septoriozą paskowaną i rdzą  źdźbłową w latach o dużej ilości opadów stanowią trzy najważniejsze choroby pszenicy.

## Objawy
Mogą się pojawić w każdym stadium wegetacji roślin. Pierwsze objawy występują już jesienią na siewkach pszenicy. Na liściach mają postać brunatnych, wydłużonych plam, często o soczewkowatym kształcie i słabo widocznym obrzeżu. Później w obrębie plam powstają nieregularnie rozrzucone drobne pyknidia o barwie od bursztynowej do niemal czarnej. Z czasem choroba rozprzestrzenia się. Wiosną jej objawy występują także na pochwach liściowych, źdźbłach, a później także kłosach. Początkowo plamy są jasnobrązowe, potem ciemnieją, gdyż znajdujące się w ich obrębie tkanki roślin ulegają nekrozie. Na znekrotyzowanych obszarach plamy tworzą się pyknidia.
W obrębie kłosów fioletowe lub brunatne plamy pojawiają się najpierw na brzegach plew, potem choroba przenosi się także na osadkę kłosa. W znekrotyzowanych plamach tworzą się pyknidia. Grzybnia patogenu może wrosnąć także do okrywy ziarna.

## Epidemiologia
Patogen występuje w dwóch postaciach: anamorfy opisywanej jako Stagonospora nodorum i teleomorfy Phaeosphaeria nodorum. W glebie na resztkach pożniwnych zimują zarówno pyknidia wytwarzane przez anamorfę, jak i pseudotecja wytwarzane przez teleomorfę. Przetrwać zimę mogą także pyknidia powstałe jeszcze jesienią na siewkach oraz grzybnia na okrywie nasion. Porażone przez patogen nasiona są głównym źródłem infekcji siewek jesienią, natomiast patogen znajdujący się na resztkach pożniwnych wywołuje wiosenne i późniejsze infekcje. Infekcji pierwotnej dokonują zarówno zarodniki płciowe (askospory), jak i zarodniki bezpłciowe (konidia). Askospory mogą być przez wiatr przenoszone na duże odległości. Uwalniają się z pseudotecjów podczas dużej wilgotności powietrza, a największe ich natężenie występuje od sierpnia do października. Wytwarzane na porażonych roślinach konidia rozprzestrzeniają chorobę dokonując infekcji wtórnych. Przenoszone są na nieduże odległości przez krople deszczu.
Rozwój choroby szczególnie nasila się w okresach wilgotnej, deszczowej pogody. Do wywołania infekcji wystarczy czas zwilżenia wynoszący 3 godziny. Optymalna dla kiełkowania konidiów jest temperatura 20–25 °C, ale kiełkują w zakresie temperatur od 5 do 37 °C. Przy sprzyjającej pogodzie czas inkubacja choroby trwa 7–14 dni.

## Zwalczanie
Nie istnieją odmiany całkowicie odporne na tę chorobę, ale niektóre wykazują częściową odporność. Są to np. odmiany 'Alba' i 'Kaja'. Zaleca się uprawianie ich w rejonach o dużym nasileniu septoriozy. Duże znaczenie w zapobieganiu chorobie ma właściwe przeprowadzenie zabiegów agrotechnicznych. Głęboka orka jesienna uniemożliwia lub utrudnia wydostanie się na powierzchnię gleby zarodników powstałych w resztkach pożniwnych. Ważne jest także niszczenie samosiewów, które mogą być rezerwuarem choroby, oraz właściwe nawożenie. Nasiona powinny być zaprawiane fungicydami o działaniu wgłębnym i systemicznym, a po zaobserwowaniu objawów choroby należy wykonać opryskiwanie nimi roślin. Dokonuje się tego w fazie kłoszenia. Do opryskiwań stosuje się fungicydy systemiczne z różnych grup chemicznych: Alert 375 SC, Atak 450 EC, Brio 450 SE, Charisma 207 EC, Eminent Star 312 SL, Falcon $60 EC, Juwel TT 4883 Se, Mirage 450 EC, Sportak 450 EC, Sportak Alpha 380 EC, Tilt Plus 400 EC, oraz preparaty o działaniu kontaktowym: Bravo 500 SC, Bravo 75 WG, Clottosip 500 SC, Dithane M-45, Dithane Neo Tee 75 WG, Dithane 455 SC, Mancones 80 WP, Penncozeb 80 WP, Penncozeb 455 SC, Sancozeb 80 WP.